# Gottlieb Trost

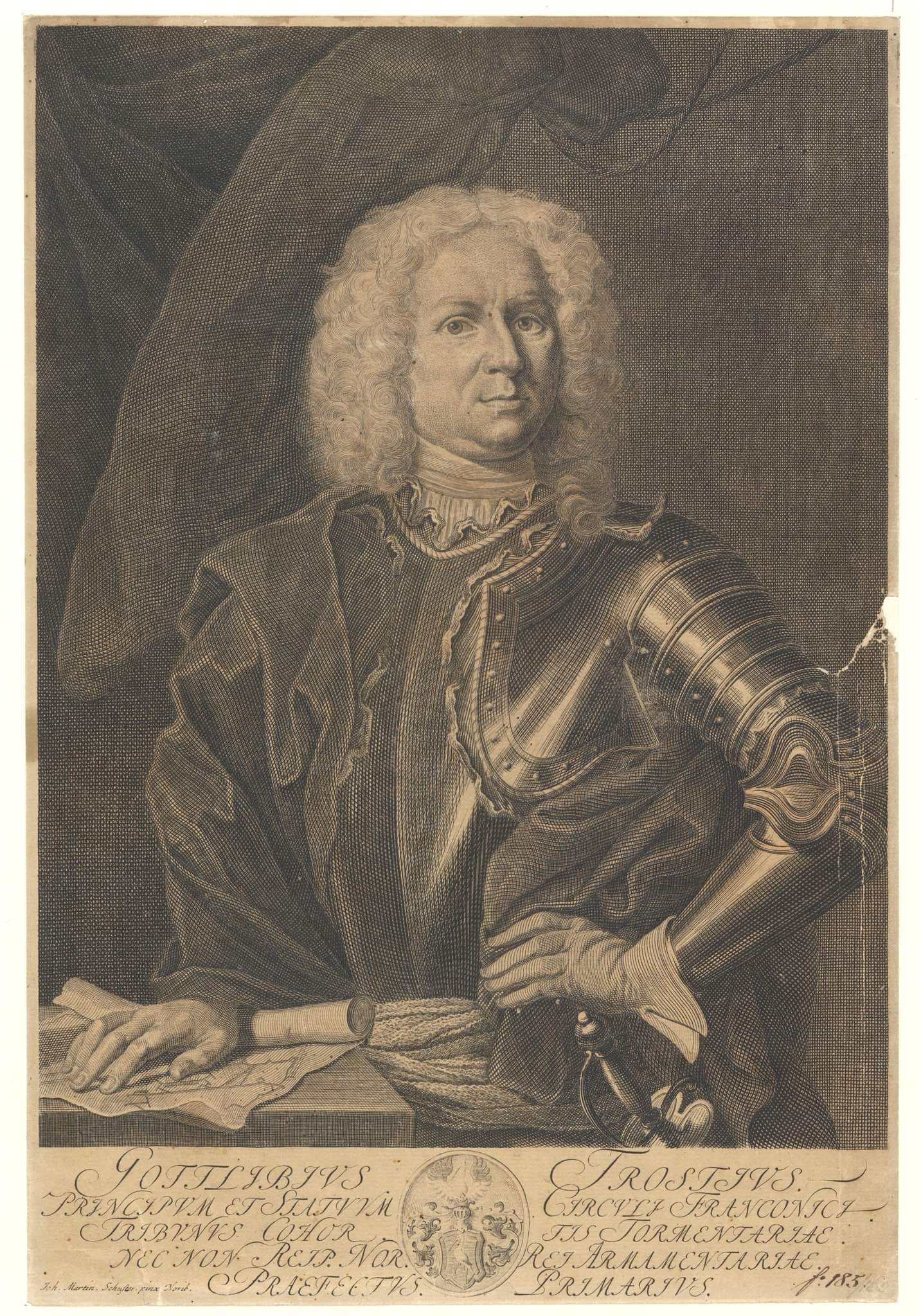
Gottlieb Trost

Gottlieb Trost  (* 19. September 1672 in Nürnberg; † 14. Juni 1728 in Nürnberg; auch Theophilus Trost) war ein deutscher Baumeister, Zeugmeister und Offizier der Stadtmiliz von Nürnberg.

## Leben
Er wurde in Nürnberg als Sohn des Architekten Johann Trost geboren, von dem er auch seine Ausbildung erhielt. Erfahrung im Bauwesen sammelte er bei verschiedenen Tätigkeiten in Polen, um  nach dem Tod des Vaters im Jahr 1700 dessen Nachfolge als Baumeister in seiner Heimatstadt anzutreten.
1706 wurde er in den Größeren Rat der Reichsstadt Nürnberg aufgenommen und 1707 zum Zeugmeister ernannt.
Trost war zweimal verheiratet, zuerst mit Regina Maria Viatis und ab 1714 mit Elisabeth Esther von Peermayer. Er wurde 1728 in Nürnberg beigesetzt.
Die Troststraße, eine Seitenstraße der Fürther Straße beim Westausgang des U-Bahnhof Bärenschanze, wurde nach ihm benannt.

## Werke
Sein Vater hatte Entwürfe und Modelle für den Wiederaufbau der abgebrannten Egidienkirche erstellt, war aber noch vor Baubeginn gestorben. So wurde Gottlieb Trost von 1711 bis 1718 der ausführende Baumeister des Wiederaufbaus der Kirche, die zu seinem bedeutendsten Bauwerk wurde.
Weiter stammten von ihm die Erweiterung des Zeughauses in der Kohlengasse und das Haus der Familie Tetzel am Egidienberg; beide Gebäude existieren heute nicht mehr.
Trost war auch als Kartograf tätig. 1708 fertigte er einen Plan der Gemeinde Engelthal und 1718/19 eine Karte der Stadt Nürnberg mit ihren Vorstädten und Gärten.